# Dick's Picks Volume 9
Dick's Picks Volume 9 je koncertní trojalbum americké rockové skupiny Grateful Dead, nahrané 16. září 1990. Album bylo vydané v roce 1997. Jedná se o devátou část série Dick's Picks.

## Seznam skladeb
| Disk 1 | Disk 1                   | Disk 1                               | Disk 1 |
| Pořadí | Název                    | Autor                                | Délka  |
| ------ | ------------------------ | ------------------------------------ | ------ |
| 1.     | Hell in a Bucket         | John Barlow, Brent Mydland, Bob Weir | 7:03   |
| 2.     | Cold Rain & Snow         | traditional                          | 6:41   |
| 3.     | Little Red Rooster       | Willie Dixon                         | 10:22  |
| 4.     | Stagger Lee              | Robert Hunter, Jerry Garcia          | 8:32   |
| 5.     | Queen Jane Approximately | Bob Dylan                            | 7:46   |
| 6.     | Tennessee Jed            | Hunter, Garcia                       | 10:35  |
| 7.     | Cassidy                  | Barlow, Weir                         | 6:26   |
| 8.     | Deal                     | Hunter, Garcia                       | 9:49   |

| Disk 2 | Disk 2             | Disk 2                       | Disk 2 |
| Pořadí | Název              | Autor                        | Délka  |
| ------ | ------------------ | ---------------------------- | ------ |
| 1.     | Samson and Delilah | traditional                  | 8:09   |
| 2.     | Iko Iko            | James Crawford               | 10:15  |
| 3.     | Looks Like Rain    | Barlow, Weir                 | 8:47   |
| 4.     | He's Gone          | Hunter, Garcia               | 16:26  |
| 5.     | No MSG Jam         | Grateful Dead                | 7:50   |
| 6.     | Drums              | Mickey Hart, Bill Kreutzmann | 8:59   |

| Disk 3 | Disk 3                       | Disk 3                                          | Disk 3 |
| Pořadí | Název                        | Autor                                           | Délka  |
| ------ | ---------------------------- | ----------------------------------------------- | ------ |
| 1.     | Space                        | Garcia, Bruce Hornsby, Phil Lesh, Weir, Welnick | 10:48  |
| 2.     | Standing on the Moon         | Hunter, Garcia                                  | 9:28   |
| 3.     | Lunatic Preserve Jam         | Grateful Dead                                   | 5:45   |
| 4.     | I Need a Miracle             | Barlow, Weir                                    | 5:19   |
| 5.     | Morning Dew                  | Bonnie Dobson, Tim Rose                         | 13:12  |
| 6.     | It's All Over Now, Baby Blue | Dylan                                           | 7:36   |

## Sestava
- Jerry Garcia – sólová kytara, zpěv
- Bob Weir – rytmická kytara, zpěv
- Phil Lesh – basová kytara, zpěv
- Vince Welnick – klávesy, zpěv
- Mickey Hart – bicí, perkuse
- Bill Kreutzmann – bicí, perkuse
- Bruce Hornsby – akordeon, piáno, syntezátor, zpěv